# Надежда (яхта, 1706)
«Надежда» — парусная яхта Балтийского флота России, построенная в Санкт-Петербурге в 1706 году.

## Описание судна
Парусная яхта с деревянным корпусом.
Яхта была одним из 17 парусных и парусно-гребных судов Российского императорского флота, носивших это наименование. В составе Балтийского флота также несли службу одноимённые галеры 1705, 1727, 1749 и 1765 годов постройки, фрегаты 1763, 1766, 1781, 1828 и 1845 годов постройки и транспортная яхта, купленная в 1812 году. В Черноморском флоте служили одноимённые парусный транспорт 1825 года постройки и йол 1830 года постройки, в Азовской флотилии — галера 1739 года постройки, в Охотской флотилии — дубель-шлюпка 1737 года постройки и галиот разбившийся в 1800 году, помимо этого такое же имя носил парусный шлюп Первой кругосветной экспедиции.

## История службы
Парусная яхта «Надежда» была заложена на стапеле Санкт-Петербургского адмиралтейства 5 (16) июня 1706 года и после спуска на воду 28 октября (8 ноября) 1706 года вошла в состав Балтийского флота России. Строительство яхты вёл кораблестроитель Ф. М. Скляев.